# Corostic
Corostic är en ort i Mexiko.   Den ligger i kommunen Chilón och delstaten Chiapas, i den sydöstra delen av landet, 800 km öster om huvudstaden Mexico City. Corostic ligger 884 meter över havet och antalet invånare är 521.
Terrängen runt Corostic är huvudsakligen kuperad, men åt nordväst är den bergig. Runt Corostic är det ganska tätbefolkat, med 54 invånare per kvadratkilometer. Närmaste större samhälle är Yajalón, 19,2 km väster om Corostic. I omgivningarna runt Corostic växer i huvudsak städsegrön lövskog.